# Kristina Žagar Soderžnik
Kristina Žagar Soderžnik, slovenska kemičarka, * 15. avgust 1981, Trbovlje.

## Življenjepis
Velik del otroštva je preživela pri babici in dedku, na Vrhu pri Mlinšah, v občini Zagorje, kjer so imeli kmetijo. Starša sta v kraju Mlinše gradila novo hišo kamor so se preselili leta 1986. Istega leta je
začela hoditi v vrtec na Izlakah. Leta 1988 je bila vpisana v prvi razred osnovne šole; prva štiri leta je
obiskovala Podružnično šolo na Mlinšah, naslednja štiri pa matično šolo Ivana Kavčiča na Izlakah. Po
uspešno končani osemletni osnovni šoli, se je leta 1996 vpisala na Srednjo šolo za farmacijo, kozmetiko
in zdravstvo v Ljubljani, smer farmacevtski tehnik. V času šolanja se je ukvarjala z igralstvom. Bila je
aktivna članica igralske skupine Kulturnega društva na Mlinšah. Po uspešni maturi leta 2000, se je
odločila za študij na Fakulteti za kemijo in kemijsko tehnologijo, Univerze v Ljubljani, smer kemija. Ob
študiju je še vedno tudi igrala v gledališki skupini. Leta 2006 je diplomirala. Univerzitetna diploma iz
kemije ima naslov: “Voltametrično določanje bizmuta na osnovi samosestavljenih monoplasti”. S tem je
dosegla strokovni naziv univerzitetna diplomirana kemičarka. 2.novembra 2006 je dobila svojo prvo
zaposlitev. Bila je sprejeta za mlado raziskovalko na Institutu Jožefa Stefana v Ljubljani. Istega leta je
bila vpisana v prvi letnik v študijskem letu 2006/2007 kot študentka doktorskega študija programa
Nanoznanosti in nanotehnologije na Mednarodni podiplomski šoli Jožefa Stefana v Ljubljani. Leta 2011
je uspešno opravila Doktorat iz področja nanoznanosti in nanotehnologije, z naslovom: “Sinteza in
karakterizacija perovskitnih nanostruktur”, na Mednarodni podiplomski šoli Jožefa Stefana v Ljubljani.

## Delo
Leta 1999 je dva meseca opravljala delavno prakso na zavodu za transfuzijsko medicino ( ZTM ) v Ljubljani, nato pa je do leta 2010 delala kot raziskovalka na Inštitutu Jožef Štefan v Ljubljani, na odseku za nanostrukturne materiale. Po uspešno opravljenem doktoratu leta 2011, je postala asistentka z doktoratom prav tako na odseku za nanostrukturne materiale. To delo je opravljala do leta 2015, ko je na istem odseku postala znanstvena sodelavka. Od leta 2017 naprej pa je postala mentorica mlademu raziskovalcu Maticu Korentu, pri doktorskem usposabljanju na Mednarodni podiplomski šoli na Inštitutu Jožef Štefan .
V okviru, projekta H2020 ESTEEM3 (Enabling Science and Technology through European Electron Microscopy) in programa P2-0084 Nanostrukturni materiali na Odseku za nanostrukturne materiale opravlja različne naloge.  Vpeljala je elektrokemijsko procesno tehniko za pripravo urejenih poroznih oksidnih membran v obliki por ali nanopalčk z metodo anodizacije kovinskih folij. Pri anodni oksidaciji kovin Al, Ti in Zr so nastali oksidi z določeno morfologijo: aluminij oksid (Al2O3) v obliki por, titanov dioksid (TiO2) v obliki cevk in cirkonijev dioksid (ZrO2) v obliki nanocevk.
Velik del njenegaa raziskovalnega dela je kemijska in strukturna karakterizacija materialov z metodami elektronske mikroskopije (vrstična in presevna elektronska mikroskopija). Sintetizirane nanomateriale je potrebno morfološko in analitično okarakterizirati z elektronsko mikroskopijo. Znanje za uporabo elektronske mikroskopije si je pridobila na večkratnem usposabljanju v tujini v okviru mednarodnih projektov IP3-FP6 ESTEEM in FP7 ESTEEM2. V okviru trenutno sprejetega projekta H2020 ESTEEM3 nadaljuje svoje raziskovalno delo, tako na področju sinteze materialov, kot tudi na področju elektronske mikroskopije.

### Izpopolnjevanje v tujini
Poleg šolanja v Sloveniji, je Kristina Žagar Soderžnik izpopolnjevala svoje znanje  še na IFW Dressen v Nemčiji ( 2008 ), Univerzi v Cambridgeu, Department of Materials Science and Metallurgy ( 2009 )  in SuperSTEM Laboratory ( 2009 - 2010 ) v Veliki Britaniji. Leta 2010, je svoje znanje nadgradila še na Catalonia Institute for Energy Research (IREC) v  Barceloni ter v institutu Ruđer Bosković v laboratorij za molekulsko fiziko v Zagrebu na Hrvaškem. Njeno zadnje izobraževanje pa je potekalo med letoma 2014 in 2015 v  Ernst Ruska-Centre (ER-C) for Microscopy and Spectroscopy with Electrons v  Nemčiji,  v okviru DAAD štipendije, kjer je delala raziskovalno analizo Tb-, Dy-NdFeB magnetnih materialov s pomočjo naprednih tehnik elektronske mikroskopije.

### Nagrade, štipendije
Leta 2007 je prijela priznanje z nagrado za najbolje ocenjeni prispevek med mladimi raziskovalci s področja nanomateriali in nanotehnologije na 15. konferenci o materialih in tehnologijah v Portorožu, za govorni prispevek z naslovom »Synthesis and characterization of perovskite nanorods«.Leta 2010 pa je prejela  nagrado za mlade raziskovalce na IFSM (International Federation of Societies for Microscopy) ter štipendijo za obisk konference IMC17 (International Microscopy Congres) v Riu de Janeiru v Braziliji. 

### Odmevna dela
2012	Članek objavljen v reviji Nanotechnology je dobil naziv »Latest journal highlights articles« (20.1.2012) z naslovom: »Humidity nanosensors made from individual metal oxide nanorods«
2012	Članek v častniku Finance (25.1.2012) z naslovom: »Ali lahko nanosenzor vlage prinese suho zlato?«
2012	Reklamni spot in intervju za častnik Dnevnik (8.11.2012) z naslovom: »Razburljiva nanotehnologija« 

### Socio-ekonomski dosežki
Njenj najpomembnejši socio-ekonomski dosežek je, da je so-ustanoviteljica in članica zavoda za promocijo znanosti, Znanost na cesti, (ZnC). V ZnC je močno vpletena že od samega začetka delovanja (maj, 2013). Je soorganizatorica več kot 50 poljudnoznanstvenih predavanj. Sodelovala je v treh izobraževalnih oddajah nacionalne televizije Slovenije o elektronski mikroskopiji na Institutu Jožef Stefan in s tem dodatno doprinesla k popularizaciji delovanja Instituta v javnih medijih. Podala je tudi intervju o pomembnosti nanosezorjev v tehnologiji, za članek v častniku Finance. K popularizaciji znanosti širši javnosti je nenazadnje pripomogla tudi z intervjujem in reklamnim spotom za častnik Dnevnik. Spregovorila je o pomenu mladih doktorjev znanosti in njihovega dela za dobrobit celotne Slovenije. 